# Tunku Kurshiah
Tunku Kurshiah binti Almarhum Tunku Besar Burhanuddin (Seri Menanti, 16 maggio 1911 – Kuala Lumpur, 2 febbraio 1999) è stata Tunku Ampuan Besar di Negeri Sembilan dal 1934 al 1960 e Raja Permaisuri Agong di Malaya dal 1957 al 1960.

## Primi anni di vita
Tuanku Bahiyah nacque il 16 maggio 1911 a Seri Menanti, Negeri Sembilan, figlia maggiore di Tunku Besar Burhanuddin ibni Almarhum Tuanku Antah (più volte reggente di Negeri Sembilan) e di Che Puan Sharifah Alawiyah. Ricevette la sua prima educazione alla Seri Menanti Malay School. Inoltre, prese lezioni private di inglese.

## Regina
Tuanku Kurshiah sposò Tuanku Abdul Rahman, figlio del defunto Tuanku Muhammad, sovrano dello stato. Era la sua terza moglie. Al momento della successione al trono di Negeri Sembilan nel 1933, Kurshiah venne proclamata Tunku Ampuan Besar o regina di Negeri Sembilan.
Nel 1957, il marito venne eletto primo Yang di-Pertuan Agong della Federazione della Malesia e la consorte divenne la prima Raja Permaisuri Agong.
Tuanku Abdul Rahman morì nell'aprile 1960 e alla sua vedova venne dato il titolo di Tunku Ampuan di Negeri Sembilan.

## Contributi sociali
Nel 1954, Tuanku Kurshiah fu nominata presidente dell'Associazione guide di Negeri Sembilan. Fu anche patrona dell'Istituto della donna di Negeri Sembilan.
Nel maggio 1961, istituì il Consiglio delle donne musulmane.
Il 27 ottobre 1974 ricevette la medaglia d'oro Tun Fatimah da parte del Consiglio Nazionale delle Organizzazioni Femminili per il suo contributo nell'elevare lo standard delle donne e dei bambini attraverso il benessere e l'educazione.

## Vita personale
Tunku Kurshiah ebbe due figlie, Tuanku Bahiyah, che divenne Sultana di Kedah e Tunku Shahariah, che divenne Tunku Puan Bendahara di Johor.

## Morte
Tunku Kurshiah morì a Kuala Lumpur il 2 febbraio 1999; le sue spoglie furono sepolte presso il Mausoleo Reale di Seri Menanti.

## Famiglia
Tunku Kurshiah è imparentata con diverse ex regine di Negeri Sembilan e con molte delle famiglie reali degli altri Stati federali. Sua figlia Tuanku Bahiyah divenne Sultana di Kedah e poi quinta Raja Permaisuri Agong. Entrambe le sue sorelle più giovani sono diventate Tunku Ampuan Besar, prima Tunku Ampuan Durah che sposò il suo figliastro maggiore Tuanku Munawir e in secondo luogo Tuanku Najihah, che sposò il suo figliastro più giovane Jaafar. Anche Tuanku Najihah seguì le orme di Kurshiah essendo stata la decima Raja Permaisuri Agong.

## Riconoscimenti
In memoria del suo contributo al paese, il governo malese decise di cambiare il nome del Maktab Perempuan Melayu - un collegio di primo piano - a Tunku Kurshiah College. L'Università della Malesia rinominò il suo terzo collegio residenziale in Collegio residenziale Tunku Kurshiah.